# 科諾瓦洛韋 (哈佳奇區)
50°21′17″N 33°36′4″E / 50.35472°N 33.60111°E
科諾瓦洛韋（烏克蘭語：Коновалове），是烏克蘭中部的村莊，隸屬波爾塔瓦州的米爾霍羅德區。該村分別距離韋特哈利夫卡1公里和謝列德尼亞基2公里，始建於1790年，面積2.26平方公里，海拔高度172米，2001年人口232。